# Will Kane
Will Kane è un personaggio fittizio interpretato da Gary Cooper nel film Mezzogiorno di fuoco di Fred Zinnemann.
Will Kane, uno sceriffo che si sente moralmente obbligato ad affrontare un manipolo di fuorilegge che giunge in città. Il personaggio di Cooper viene tradito e abbandonato da tutti i cittadini di Hadleyville.
Alla fine Kane riesce ad avere la meglio e solo allora, sulle strade deserte, si riversano i cittadini. Senza una parola, prima di allontanarsi in calesse con Amy, Kane getta con disprezzo nella polvere la sua stella di sceriffo.

## Riconoscimenti
Secondo l'AFI's 100 Years..., Will Kane è al quinto posto nella categoria dei più grandi eroi della storia del cinema.